# Ljusgrått kapuschongfly
Ljusgrått kapuschongfly, Cucullia praecana är en fjärilsart som beskrevs av Eduard Friedrich Eversmann 1843. Ljusgrått kapuschongfly ingår i släktet Cucullia och familjen nattflyn, Noctuidae.  Enligt den svenska rödlistan är arten sårbar, VU, i Sverige. Arten förekommer i Skåne och Blekinge samt ett udda fynd i Norrbotten.  Artens livsmiljö är öppna odlingslandskap där värdväxterna (gråbo och renfana) finns i solexponerade lägen, exempelvis längs vägar. Den förekommer även på ruderatmarker.  En underart finns listad i Catalogue of Life, Cucullia praecana defecta Staudinger, 1897